# Église Saint-Louis de Strasbourg
Cet article concerne l'église située dans le quartier du Finkwiller. Pour l'église du quartier de la Robertsau et l'ancienne église de la citadelle, voir église Saint-Louis de la Robertsau et église Saint-Louis de la citadelle.
L’église Saint-Louis de Strasbourg est située rue Saint-Louis, dans le quartier du Finkwiller. De style baroque, elle est affectée au culte catholique. 
Elle est parfois nommée église Saint-Louis en ville pour la différencier de l’église catholique de la Robertsau également dédiée à saint Louis.

## Histoire
À l’emplacement de l’église se dressait un couvent de carmes jusqu’à la réforme protestante. Sécularisé 1528, il devint un bâtiment d’habitation comportant également un magasin à suif.
Une première église dédiée à Saint Louis est construite en 1687 durant la période où le culte catholique reprit une place importante en Alsace, sous le règne de Louis XIV. L’appellation « Saint-Louis-des-Français », en l'honneur du Roi Soleil, apparaît à la même époque. La paroisse est alors confiée à la Congrégation de Notre-Sauveur qui l'administre jusqu'à la Révolution, sous le nom de Maison Saint-Louis. L’église était un pèlerinage à Notre-Dame des Douleurs.
L'église est vendue en 1790, au cours de la révolution française. À la suite d'un incendie en 1805, elle devient un magasin à tabac. On reconstruit l’église entre 1825 et 1827, conservant une apparence très dépouillée. L’église est de style néobaroque et néoclassique, une partie de l’aménagement est également contemporaine de la construction du XIXe siècle.
Le retable présente trois statues de 1893 : Saint Augustin, pour les chanoines du XVIIe siècle, Sainte Thérèse d'Avila en mémoire des carmes, et Saint Louis, patron de l’église.
La nef comporte une chaire sculptée par Théophile Klem et récompensée par un diplôme d’honneur à l’exposition industrielle et artisanale de Strasbourg en 1895. L'église compte également des peintures à l’huile de Martin Feuerstein représentant des épisodes de la vie de Saint Louis.
Dans les années 1930, les frères Ott réalisent des vitraux pour l'église.
Le chœur est rénové entre juin et octobre 2015.

## Orgue

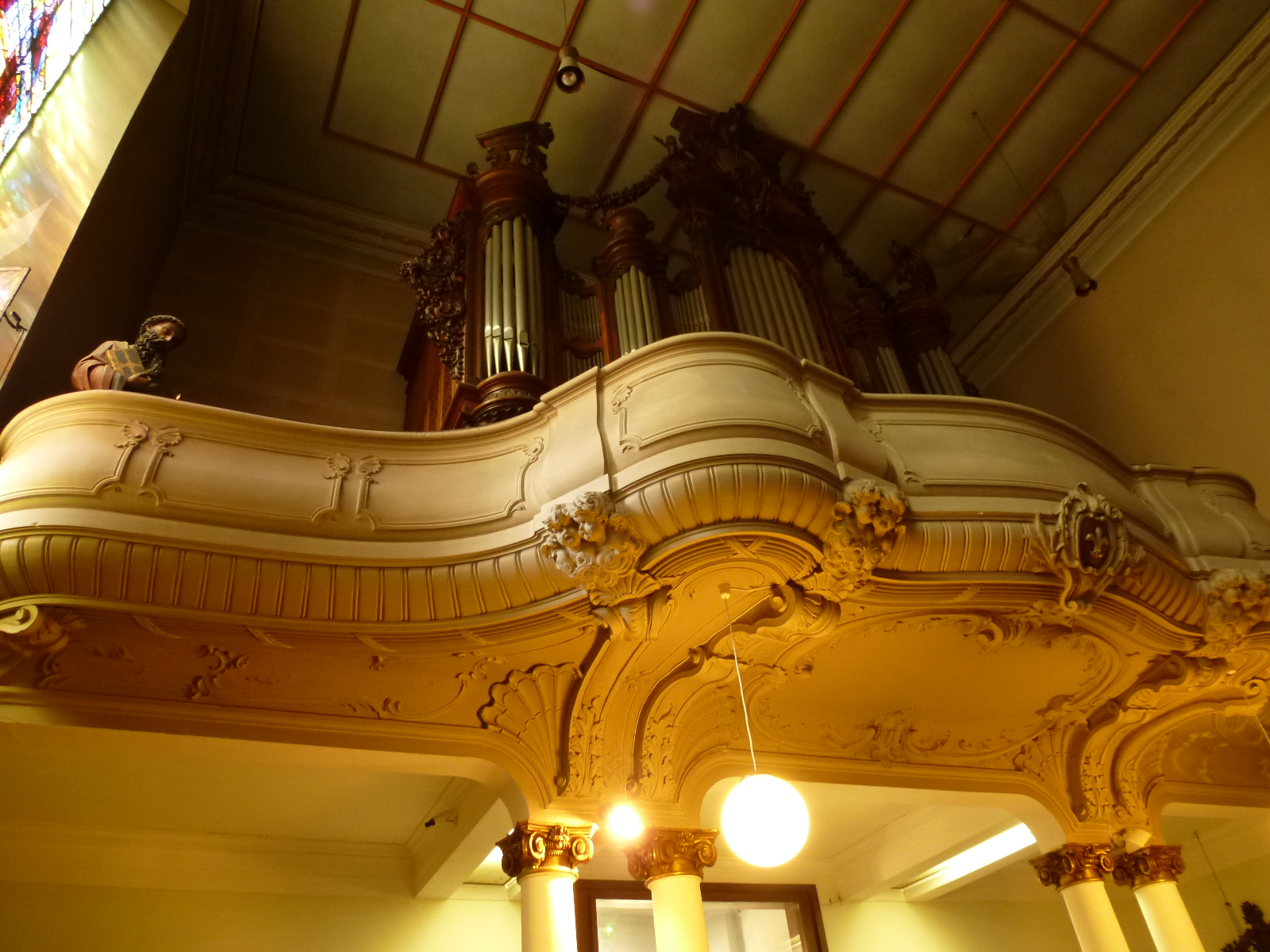
Orgue de l’église

L’orgue de tribune datant 1896, dont le buffet est classé aux monuments historiques au titre objet,, ainsi que les peintures du chœur de Martin Feuerstein sont remarquables.
L’orgue est construit par Charles et Edgard Wetzel dans un buffet néobaroque réalisé par Paul Klein. Il remplace un instrument de Jean-Conrad Sauer. Il est basé sur un orgue Cavaillé-Coll et a 25 jeux avec Machine-Barker. L’instrument n'a été que très peu modifié au fil du temps. Plusieurs tuyaux de l’orgue ont été dérobés en 1973. Ils ont été remplacées en 1983.
| Grand Orgue C–g3 |               |     |
| 1.               | Bourdon       | 16' |
| 2.               | Montre        | 8'  |
| 3.               | Bourdon       | 8'  |
| 4.               | Flûte         | 8'  |
| 5.               | Prestant      | 4'  |
| 6.               | Cor de nuit   | 4'  |
| 7.               | Doublette     | 2'  |
| 8.               | Fourniture IV |     |
| 9.               | Cymbale III   |     |
| 10.              | Trompette     | 8'  |

| II Récit expressif C–g3 |                  |       |
| 11.                     | Bourdon          | 8'    |
| 12.                     | Salicional       | 8'    |
| 13.                     | Voix céleste     | 8'    |
| 14.                     | Prestant         | 4'    |
| 15.                     | Nasard           | 2/3'  |
| 16.                     | Quarte de nasard | 2'    |
| 17.                     | Tierce           | 13/5' |
| 18.                     | Cymbale III      |       |
| 19.                     | Basson/Hautbois  | 8'    |
|                         | Trémolo          |       |

| Pédale C–f1 |             |     |
| 20.         | Contrebasse | 16' |
| 21.         | Soubasse    | 16' |
| 22.         | Basse       | 8'  |
| 23.         | Prestant    | 4'  |
| 24.         | Bombarde    | 16' |
| 25.         | Trompette   | 8'  |

- Accouplement: II/I, I/P, II/P

## Culte
Depuis septembre 2012 l’église sert à la fois à la paroisse territoriale et à la paroisse de la Croix glorieuse. Cette dernière officie avec le rite tridentin. L’abbé Gouyaud est alors en même temps curé de la paroisse Saint-Louis et curé de la Croix glorieuse. À partir de septembre 2021, l'abbé Florent Molin, membre de la Société des missionnaires de la miséricorde divine, succède à l'abbé Gouyaud.